# Omicidi di classe
Omicidi di classe (The Curve) è un film del 1998 diretto da Dan Rosen.

## Trama
Dopo aver sentito parlare di una politica scolastica che garantisce a chiunque il cui compagno di stanza si suicidi un GPA automatico 4.0, gli aspiranti alla Harvard Business School Chris e Tim complottano per uccidere il loro compagno di stanza Rand e farlo sembrare un suicidio. Hanno successo, ma quando le conseguenze si ripercuotono su conseguenze impreviste e due detective locali si avvicinano, il senso di colpa e la sfiducia si incancreniscono, mettendo a repentaglio la relazione di Chris con la sua ragazza Emma e il futuro dei coinquilini.

## Produzione
Le riprese si sono svolte a Baltimora, nel Maryland, presso l'Elk Neck State Park, la Johns Hopkins University e la Towson University nell'agosto 1997.

## Accoglienza
Il film ha avuto un'accoglienza per lo più negativa. Detiene un punteggio dello 0% sul sito web aggregatore di recensioni Rotten Tomatoes, basato su 8 recensioni.